# Tony Mitchell
Tony Mitchell (ur. 7 sierpnia 1989 w Swainsboro) – amerykański koszykarz, występujący na pozycji niskiego skrzydłowego, mistrz D-League, obecnie zawodnik Al-Muharraq.
Przez lata brał udział w rozgrywkach letniej ligi NBA. Reprezentował w niej kolejno: Sacramento Kings (2012), Boston Celtics (2013), New York Knicks (2013), Los Angeles Lakers (2015). W 2012 zaliczył też kilka spotkań przedsezonowych jako zawodnik Kings.
31 lipca 2017 został zawodnikiem chińskiego Chongqing Sanhai Lanling. 12 października podpisał umowę na czas obozu szkoleniowego z Miami Heat. 14 października został zwolniony.
18 kwietnia 2018 dołączył do portorykańskiego Santeros de Aguada. 18 maja, po rozegraniu 10 spotkań został zwolniony. 20 sierpnia podpisał umowę z włoskim Pallacanestro Cantù.
28 lutego 2019 został zawodnikiem włoskiego Pistoia Basket 2000.
24 lutego 2020 dołączył do marokańskiego AS de Sale. 28 października 2022 podpisał umowę z bahrajńskim Al-Muharraq.

## Osiągnięcia
Stan na 29 października 2022, na podstawie, o ile nie zaznaczono inaczej.
NCAA
- Uczestnik turnieju NCAA (2012)
- MVP turnieju Puerto Rico Tip-Off Classic (2012)
- Zaliczony do:
  - I składu:
    - najlepszych pierwszorocznych zawodników SEC (2010)
    - turnieju Puerto Rico Tip-Off Classic (2012)

  - II składu SEC (2011)

Drużynowe
- Mistrz D-League (2014)[11]
- Zdobywca pucharu Wenezueli (2019)[9]

Indywidualne
(* – nagrody przyznane przez portale asia-basket.com, eurobasket.com)
- MVP:
  - ligi włoskiej (2015)[12]
  - (zagraniczny) chińskiej ligi NBL (2016)
- Debiutant roku D-League (2013)
- Najlepszy zawodnik zagraniczny ligi włoskiej (2015)[2]*
- Zaliczony do:
  - I składu:
    - D-League (2013)
    - debiutantów D-League (2013)

  - III składu NBA D-League (2014)
  - NBA D-League Showcase Honorable Mention Team (2013)
- Uczestnik meczu gwiazd D-League (2013)
- 2-krotny zwycięzca konkursu wsadów D-League (2013, 2014)
- Lider strzelców ligi włoskiej (2015)
- Zawodnik:
  - miesiąca D-League (marzec 2013)
  - tygodnia D-League (7.01.2013, 25.03.2013)